# ラグーナテンボス
- エイチ・アイ・エス > ラグーナテンボス
- トヨタ自動車 > トヨタグループ > ラグーナテンボス

ラグーナテンボス（LAGUNA TEN BOSCH）は、愛知県蒲郡市海陽町にある複合リゾート施設。キャッチフレーズは夢、あこがれ、きらめくシーサイド。単に「ラグーナテンボス」と呼称した場合はリゾート施設部分のみを指し、一帯の地域は「ラグーナ蒲郡地区」という。
このページでは、ラグーナ蒲郡地区内にあるラグーナテンボス以外の他施設についても紹介する。

## 概要
テーマパークの「ラグナシア」、ヨットハーバー「ラグナマリーナ」、アウトレットモールやレストランなどで構成される「ラグーナフェスティバルマーケット」、2つのホテルと、温浴施設「ラグーナの湯」を中心とした施設からなる。開業時は「ラグーナ蒲郡（ラグーナがまごおり）」の名称で営業が行われていたが、2014年8月に現在の名称へ変更。同時にラグナマリーナやマンション事業などが株式会社ラグナマリーナの管轄となったため、ラグーナテンボスの運営部門（ラグナシアなど）とは関連のない施設となった。この他、地区内にはトヨタ自動車、東海旅客鉄道、中部電力など民間企業出資で設立した海陽中等教育学校、トヨタ自動車の研修施設「KIZUNA」、リゾートトラスト運営の「ラグナベイコート倶楽部ホテル＆スパリゾート」、住宅展示場・ホテルを兼ねた「SHARESラグーナ蒲郡」がある。
駅から徒歩で行くこともでき、近くに愛知県屈指の古湯、三谷温泉があるため近年観光地としてまた注目を集めている。それにより世界コスプレサミットの開催期間中、「ラグコス」としてオールナイトイベントを行うことや、音楽フェスTREASURE05Xや森、道、市場のメイン会場になるなど、イベント利用によるコラボレーションが増えている。

## 歴史

### 開発の経緯
1960年代後半ごろまでは蒲郡市大塚町に大塚海岸海水浴場があり、1953年に三河大塚駅を季節駅として開業するほど多数の海水浴客で賑わっていた。しかし、伊勢湾台風の影響や国道23号バイパスの開通、周辺の宅地化により次第に海水浴客が減少していった。これらのことから地元を中心とした有志および蒲郡市の計画により、1985年に県議会にて「海の軽井沢構想」が提唱され、1987年には「総合保養地域整備法」（通称：リゾート法)が成立したこともあり、計画が進められていった。
海に親しむことをテーマとし、内外の人々に新しい豊かなライフスタイルを享受してもらうための施設提供を目的に、1991年から本格的な開発が開始された。蒲郡市大塚町の海浜約120 ha（ナゴヤドーム25個分）を埋立て、マリーナやウォータースポーツパーク、フェスティバルマーケット、リゾートマンション、戸建別荘の建設が計画され、愛知県・蒲郡市・JR東海・トヨタ自動車・ヤマハ発動機など、民間企業9社が出資した第3セクターの蒲郡海洋開発が設立され、名称が「ラグナックスアイランド蒲郡」に決まった。
1999年1月18日、名称を「ラグナックスアイランド蒲郡」から「ラグーナ蒲郡」に変更。2001年4月1日には中部地区最大規模のマリーナ「ラグナマリーナ」が開業し、翌年4月25日にテーマパークの「ラグナシア」が、同年5月16日に「フェスティバルマーケット」が開業し、ラグーナ蒲郡の主要施設が完成した。
運営会社の蒲郡海洋開発は、2006年8月に会計ルールの変更で強いられた大幅増資後の事業展開として中期計画を発表し、リゾートマンションに限られていた分譲事業を強化することを発表。事業主体となる開発業者を活用し、大型リゾートホテルチェーンを誘致する ことと個別別荘分譲計画などを発表した。また、ラグナシアの施設が随時増強されるとともに、リゾート内に全寮制中高一貫校の海陽学園が開校した。
2008年、リゾートトラストが200室規模の「エクシブ」ブランドの会員制リゾートホテルを2011年開業に向けて蒲郡海洋開発と土地取得協議に入ったと報じられた。後に、2013年開業予定を2年延期し、2015年をめどに大型リゾートホテルが進出予定であると報じられた。2015年10月20日、蒲郡市に「（仮称）エクシブ蒲郡」の名で中高層建築物の建設に伴う建築計画を届け出た。地上7階、地下1階、塔屋1階の地上高30m。2016年4月1日着工予定、2019年1月31日完了予定で工事が始まった。その後、名称が「ラグーナベイコート倶楽部 ホテル＆スパリゾート」に正式に決定。2019年3月28日にオープンした。
2014年8月1日、HISが設立した株式会社ラグーナテンボスが蒲郡海洋開発から「ラグナシア」（イベント開催、アトラクション、遊園地、プール事業）、「ラグーナフェスティバルマーケット」（飲食店、物販部門）、「タラソテラピー」（温浴施設部門）を引き継ぎ、施設名称も「ラグーナテンボス」へ変更された。これにより、長崎県佐世保市にあるテーマパーク「ハウステンボス」とは事実上の姉妹施設となった。 

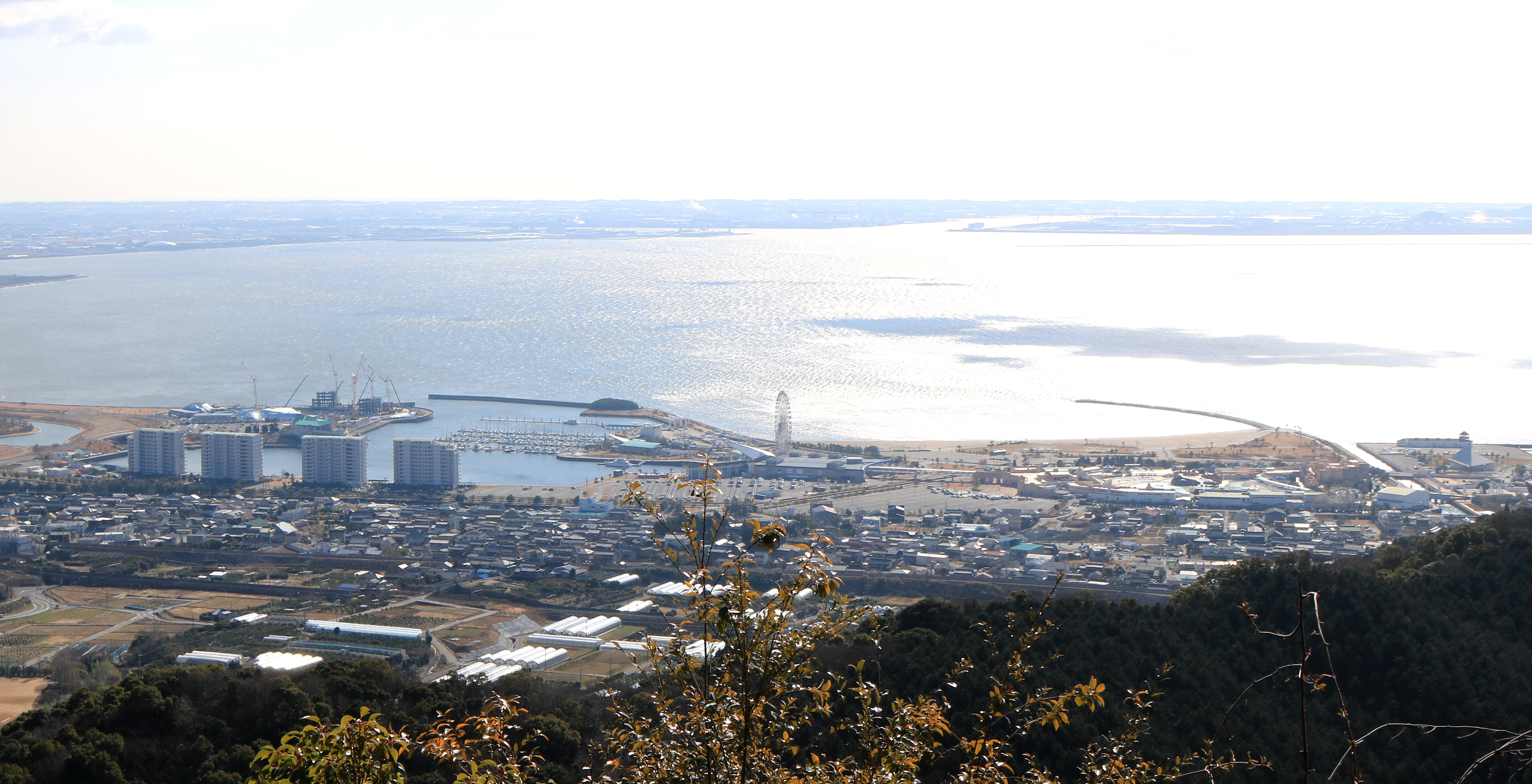
北側の砥神山から望むラグーナテンボス周辺（2017年1月）

同年11月、トヨタ自動車が設立した株式会社ラグナマリーナが蒲郡海洋開発から「マリーナ運営事業」と「不動産分譲事業」を引き継いだ。
2015年10月をもって、ラグーナテンボス西側にあった海陽多目的広場がラグーナテンボス拡張に伴い使用停止になった。新・海陽多目的広場は海陽学園北側に移転（2016年9月10日供用開始）、同じく敷地内にあった東海地方の大学ヨット部艇庫は海陽ヨットハーバー駐車場西側部分を削減したうえで移転新築された。海陽多目的広場跡地を使用してフラワーラグーンやアートシアターが新設された。残りの跡地にも順次新規施設を造成していく予定。
2021年3月にリゾートトラストへタラソテラピー事業を売却。これに伴い3月末で「タルゴ ラグーナ」「ホテル ラグーナヒル」「ラグーナの湯」の3施設が営業を終了した。

## ラグーナ蒲郡地区内施設
以下の地区から構成される。
- アミューズメント地区（ラグナシア・変なホテル）
- 海浜緑地地区（大塚海浜緑地ラグーナビーチ、豊田自動織機海陽ヨットハーバー）
- リゾート商業地区（フェスティバルマーケット）
- マリーナ地区（ラグナマリーナ）
- リラクゼーション地区（ラグーナヒル、ラグナベイコート倶楽部）
- リゾートマンション地区（ラ・メルカーサⅠ-Ⅳ、SHARESラグーナ蒲郡）
- 文教地区（海陽学園、海陽多目的広場）
- 研修地区（トヨタ自動車研修施設「KIZUNA｣）
- 住商複合地区（リゾートトラスト社員寮）
- にぎわい商業地区（未整備）
- 広域型商業地区（未整備）

海に面して立地しており、天気の良い日は遠く渥美半島の緑が浜エコパーク内風力発電所の風車群が海に浮かぶ様を見ることができる。

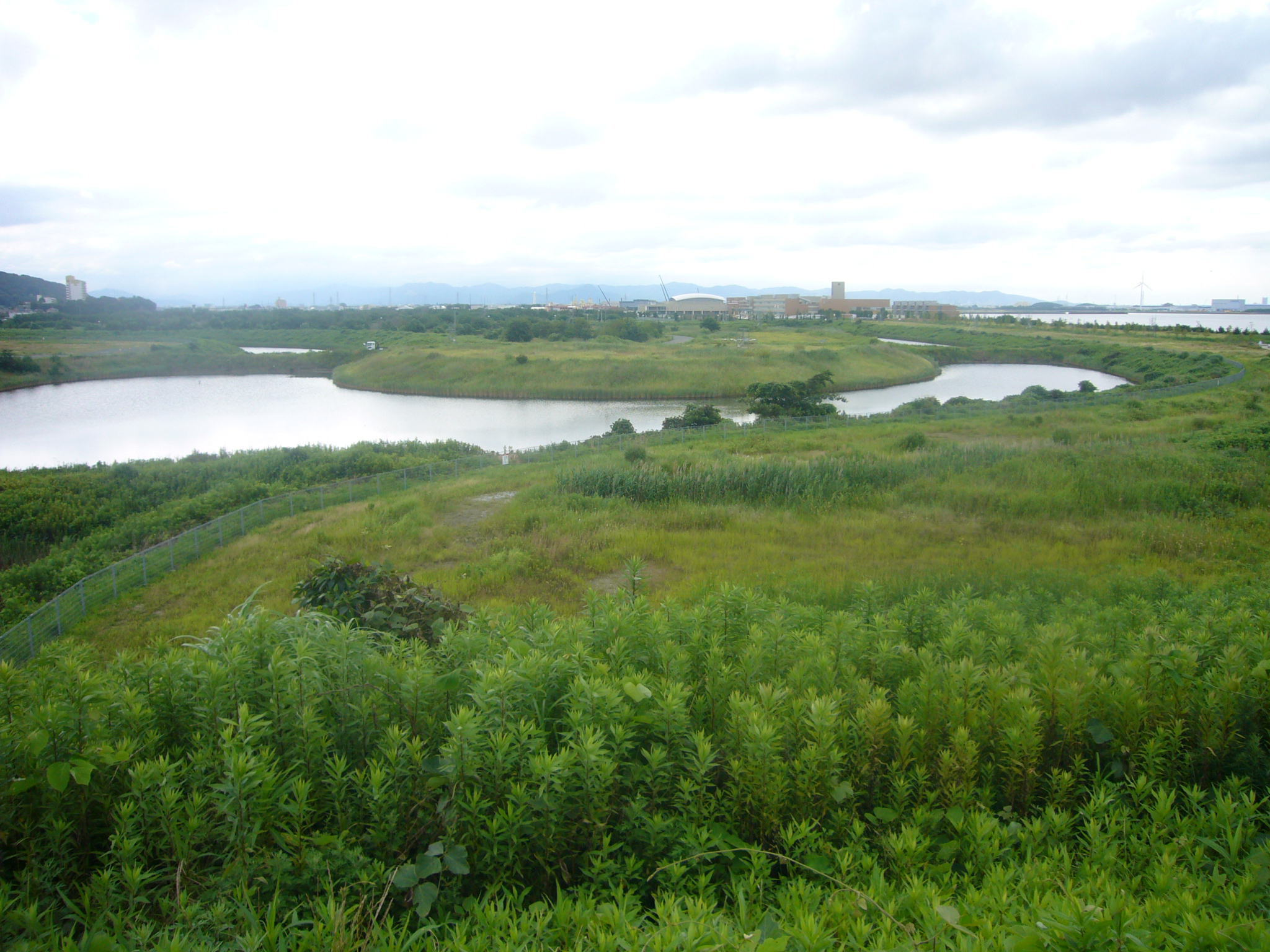
ラグーナ蒲郡（東側・開発中、2008年6月）
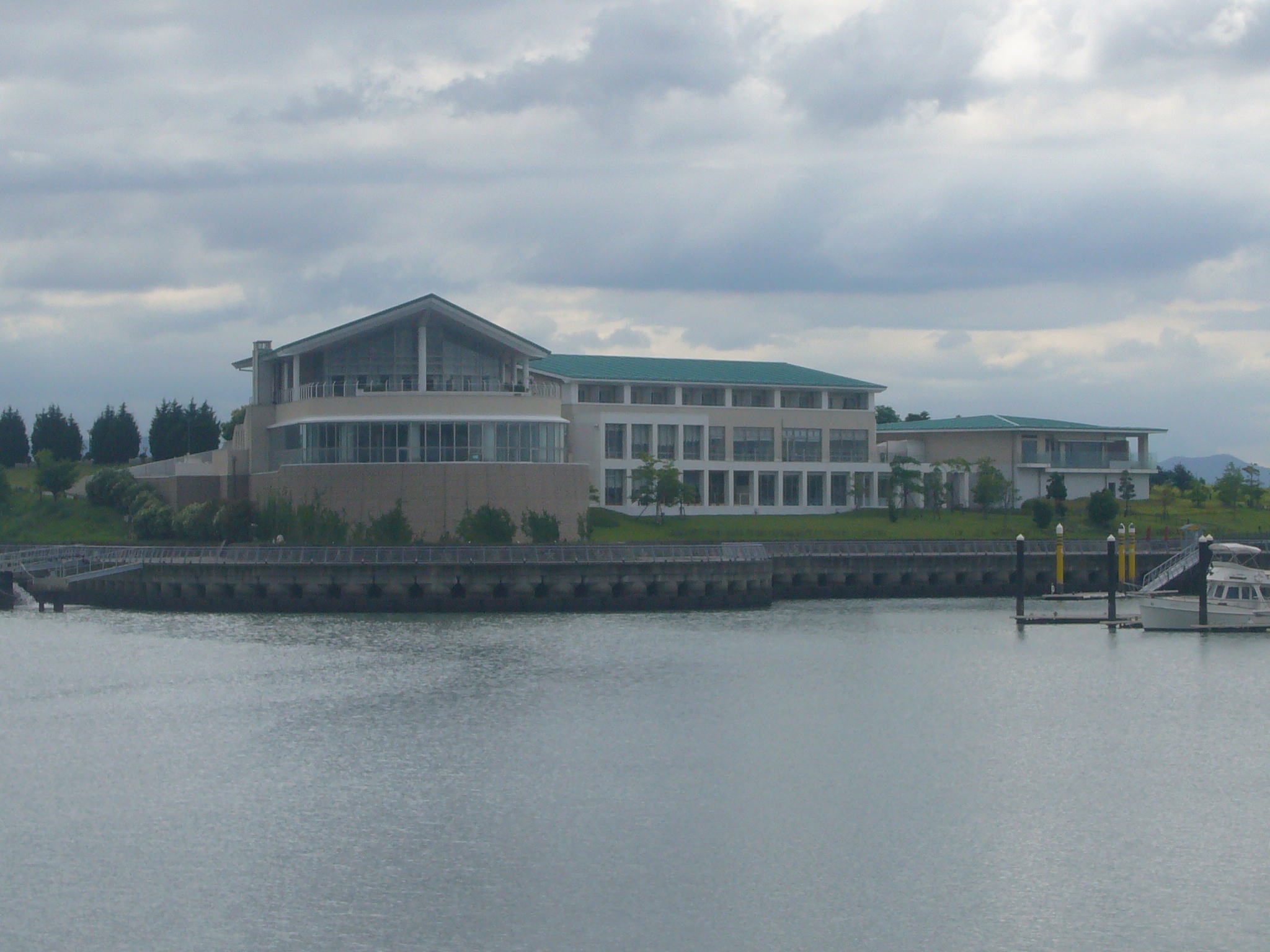
ラグーナヒル（2008年6月）
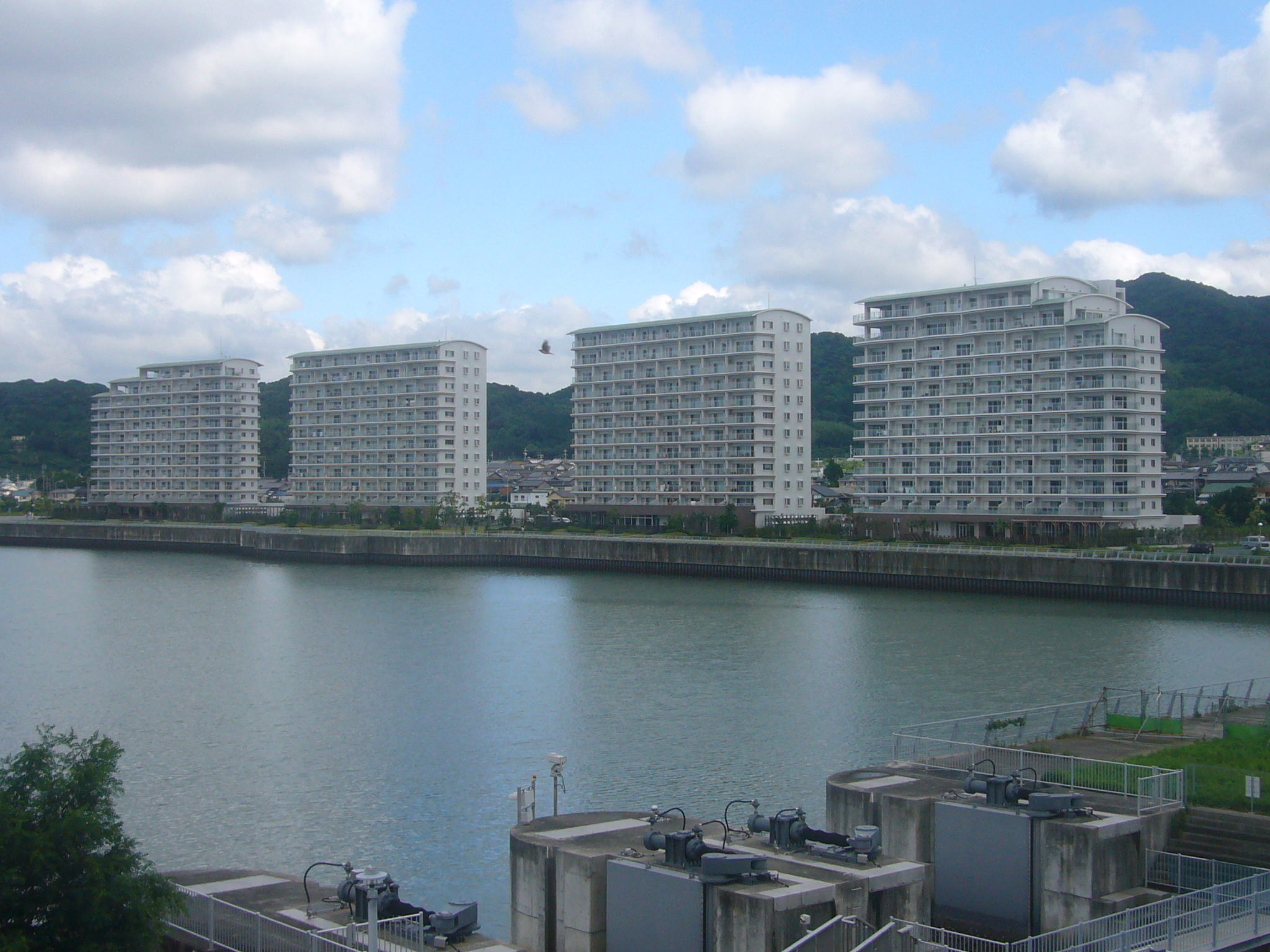
高級リゾート分譲マンション「ラ・メルカーサI - IV」（2008年6月）

### ラグナマリーナ

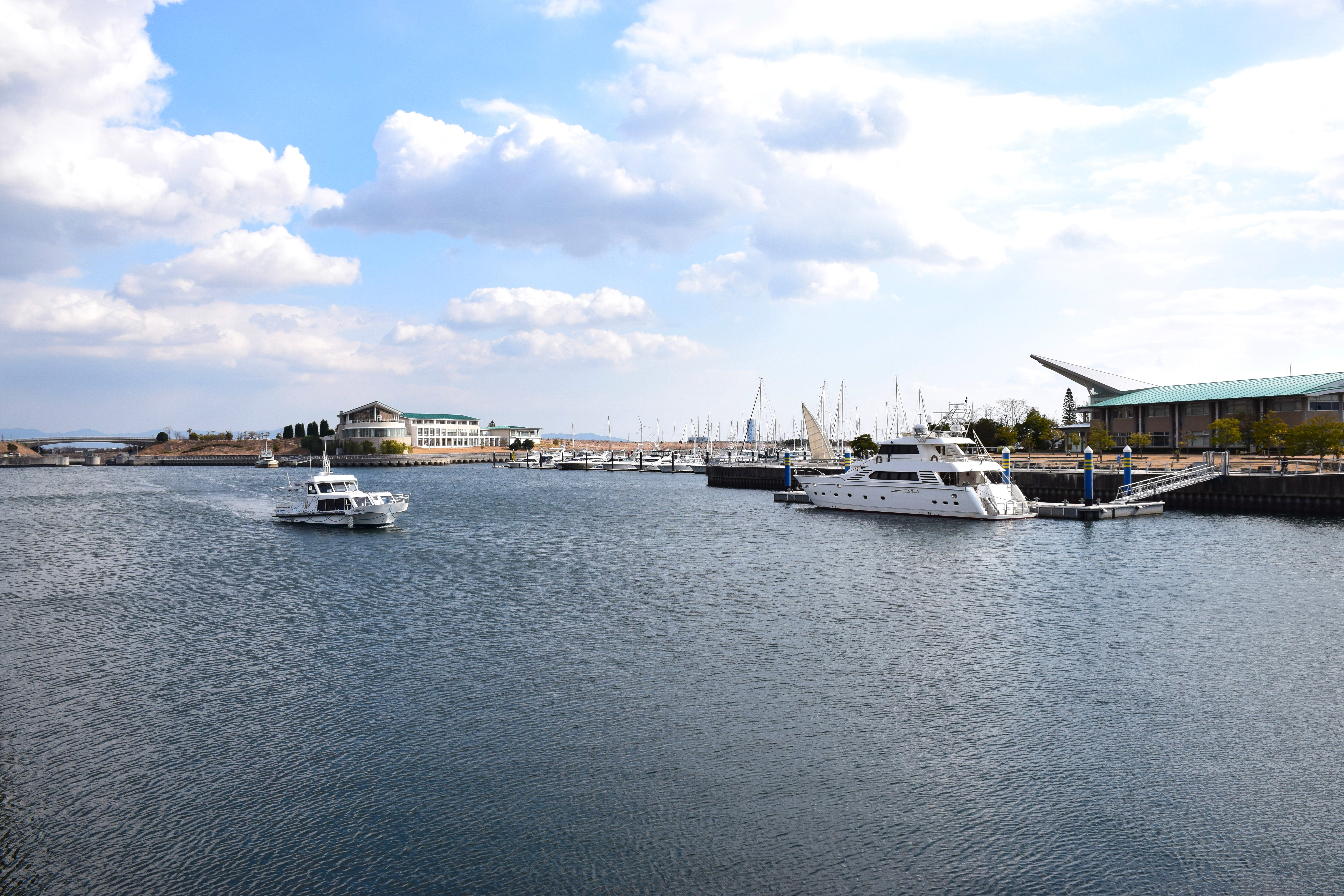
ラグナマリーナ

- 中部地区最大級のマリーナ（ヨットハーバー）。がまごおり海の駅として海の駅に登録している。
- 開業日：2001年（平成13年）4月1日
  - 2000年（平成12年）4月1日に先行仮開業
- 所在地：〒443-0014 愛知県蒲郡市海陽町2丁目1番地
- 夏期営業時間（5/1 - 9/30）：平日9時 - 17時、土日祝日8時 - 18時
- 冬期営業時間（10/1 - 4/30）：9時 - 17時
  - 契約艇は24時間利用可能。ただし、上下架・給油は営業時間内のみ。
- 定休日：毎週木曜日（夏期除く）
- 収容艇数：海上約230隻（2019年、30隻分増設済）、陸上約150隻

### ラグナシア
- 海をテーマにしたテーマパーク

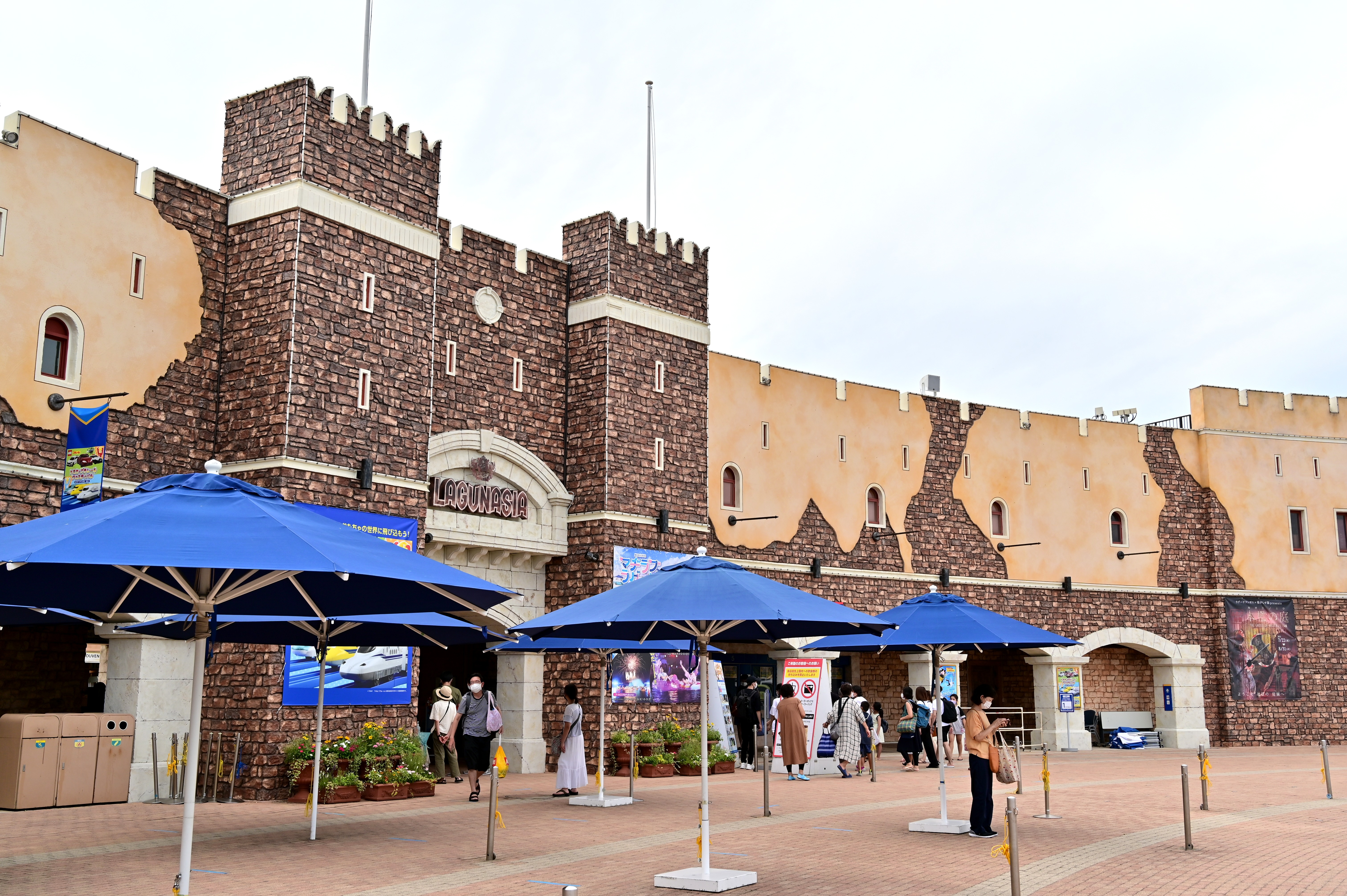
ラグナシア

- 宮殿エリア、神殿エリア、ステラパーク、ビバピアッツァエリア、新エリア（名称未決定）の5つのテーマエリアとウォーターパークエリア「ジュラグーン」、そしてプールからなる。
- 運営：株式会社ラグーナテンボス（HISグループ）
- 開業日：2002年（平成14年）4月25日
- 所在地：〒443-0014 愛知県蒲郡市海陽町2丁目3番地
- 営業時間・定休日：不定期
- 駐車場：バス約20台（無料）
- ラグーナヒル地区、ラグナシア地区、変なホテル、蒲郡駅間を運行する無料シャトルバスがある。

### フェスティバルマーケット

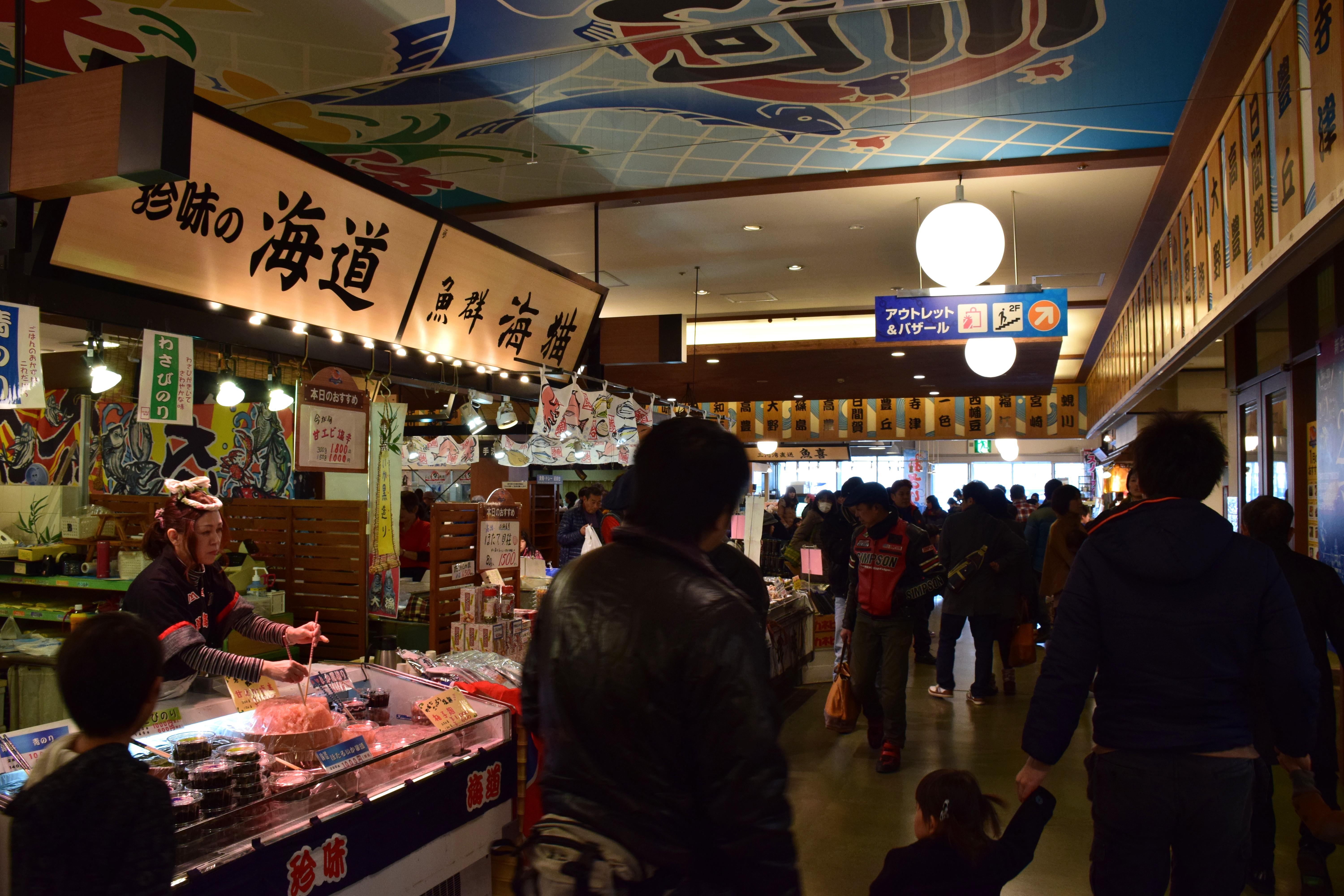
おさかな市場

- レストラン、アウトレットモール、おさかな市場などのショッピングモール
  - 2009年3月19日、「フェステバルマーケット」全面リニューアル
- 運営：株式会社ラグーナテンボス（HISグループ）
- 開業日：2002年（平成14年）5月16日
- 所在地：〒443-0014 愛知県蒲郡市海陽町2丁目2番地
- 営業時間[18]
  - おさかな市場：9時 - 19時（土日祝は20時まで延長）
  - ラグーナアウトレット：10時 - 20時
  - ラグーナバザール：10時 - 20時
  - シーサイドレストラン：11時 - 21時30分（ラストオーダー 21時）
  - 観覧車：ラグナシア営業時間と一部異なる。1人600円、グループ割引あり。
- 定休日：不定期
- 入場料：無料
- 駐車場：バス約15台（無料）

### 変なホテル ラグーナテンボス
- 「変わり続けることを約束するホテル」をモットーにロボットの接客がメインのホテル。
- テーマパーク「ラグナシア」に隣接。宿泊者はホテルゲートより入園可能。
- 宿泊者特典としてホテルゲートより開園15分前にアーリー入園ができる（対象日のみ）
- 変なホテルシリーズの1館。中部地方初出店。全国の変なホテル第3館目として建設。
- 運営：H.I.S.ホテルホールディングス
- 開業日：2017年（平成29年）8月1日
- 定休日：不定休
- 利用方法：予約制
- 駐車場：あり（舗装はされていない）
- ラグーナヒル地区、ラグナシア地区、変なホテル、蒲郡駅間を運行する無料シャトルバスがある。

### ホテルラグーナヒル
- ラグーナ開業当初からあるホテル。
- 運営：株式会社ラグーナテンボス（HISグループ）
- 開業日：2003年（平成15年）4月10日
- 所在地：〒443-0014 愛知県蒲郡市海陽町2丁目8番地
- 定休日：不定期
- 利用方法：予約制
- ラグーナヒル地区、ラグナシア地区、変なホテル、蒲郡駅間を運行する無料シャトルバスがある。

#### タルゴラグーナ
- ホテルラグーナヒル施設内にある本格タラソテラピー施設
- フランスの世界最高峰タラソテラピーブランド、タルゴ（THALGO）から認定を受けた施設。
- 開業日： 2012年（平成24年）4月20日
- 所在地：〒443-0014 愛知県蒲郡市海陽町2丁目8番地（ラグーナヒル内）
- 営業時間：10時 - 22時（最終受付21時）
- 定休日：不定期

#### ラグーナの湯
- ホテルラグーナヒル施設内にある天然温泉施設
  - 源泉名：ラグーナの湯
  - 泉温：37.9度
  - 泉質：カルシウム・ナトリウム-塩化物泉（高張性アルカリ性温泉）
  - 効能：神経痛・筋肉痛・関節痛・五十肩・冷え症・疲労回復・慢性婦人病など
  - 前庭に無料で利用できる足湯がある。
- 開業日：2003年（平成15年）4月25日
- 所在地：〒443-0014 愛知県蒲郡市海陽町2丁目8番地（ラグーナヒル内）
- 営業時間：10時 - 22時（最終受付21時）
- 定休日：不定期
- 入場料：大人（中学生以上）1,000円、小学生500円
- 駐車場：ラグーナヒル内3施設共用
- 収容人数：男女各40名

### ラグーナビーチ（大塚海浜緑地）
- 整備：愛知県
- 委託管理：スマートウエルネスビーチ蒲郡共同事業体
- 開業日：2008年（平成20年）7月15日
- 所在地：〒443-0014 愛知県蒲郡市海陽町2丁目39番
- 野外フェスなどの各種イベントでの貸し切り利用も可能
- ラグーナテンボスのビーチパーク・海上ウォーターパーク（夏季のみ）設置場所
  - ラグーナテンボスのプールからはラグナシアをいったん出て、ラグーナ蒲郡交差点を渡って移動することとなる。

### ラグーナベイコート倶楽部 ホテル＆スパリゾート
- 完全会員制ホテル
- 運営：リゾートトラスト

### 豊田自動織機海陽ヨットハーバー
- 整備：愛知県
- 指定管理者：公共財団法人愛知県都市整備協会

### ラ・メルカーサ
- リゾートマンション
- 運営･管理：株式会社ラグーナマリーナ（TOYOTAグループ）
- ラ・メルカーサⅠ-Ⅳ（4棟）は完成時期により外観および内装が異なる。
- 計画では6棟建築予定だが、販売状況を見ながら順次建築予定である。
- 当マンションにより大塚町内で蔵王山（愛知県田原市）からのテレビ電波が受信できない電波障害が発生した。

### SHARESラグーナ蒲郡
- 運営：株式会社住宅アカメディア（MSJグループ）
- 開業日：2017年4月28日
- 所在地：〒443-0014 愛知県蒲郡市海陽町2丁目7-3
- 駐車場：TIMESコインパーキング（隣接）
- 泊まれる住宅展示場
- SHARE BASE（商業･店舗棟）、14軒の一軒家と4軒の小屋からなる。

### KIZUNA
- 運営･管理：東和不動産株式会社（TOYOTAグループ）
- 開業日：2016年11月
- 所在地：〒443-0014 愛知県蒲郡市海陽町3丁目30番地1
- トヨタグループの研修施設･会議施設

### 海陽多目的広場
- 整備･運営：蒲郡市
- 供用開始（初代）：1993年4月
- 移転後（2代目）：2016年9月10日

### 海陽中等教育学校
- 開校：2006年4月
- 運営：学校法人海陽学園
- 日本の将来を担う人材育成を目的とした中等教育学校。
- 国内80社以上の企業が出資をしている。

## スポンサー
ラグーナテンボスオフィシャルスポンサー
- コカ・コーラ
- キリンホールディングス

ラグーナテンボスイベントスポンサー
- DENSO

ラグナシアショースポンサー
- コカ・コーラ(ウォーターマッピングショー･花火スペクタキュラ)
- キリンビール(ウォーターマッピングショー･花火スペクタキュラ)

## 沿革
- 1991年（平成3年）11月25日 - 愛知県、蒲郡市、JR東海、トヨタ自動車、ヤマハ発動機など民間企業9社が出資し、第三セクター「蒲郡海洋開発株式会社」を設立。
- 2000年（平成12年）4月1日 - 「ラグナマリーナ」仮オープン。
- 2001年（平成13年）4月1日 - 「ラグナマリーナ」本オープン。
- 2002年（平成14年）
  - 4月25日 - テーマパーク「ラグナシア」（海をテーマにしたアミューズメントパーク）。
  - 5月16日 - 「ラグーナ　フェスティバルマーケット」（レストラン、おさかな市場、アウトレット等）開業。
- 2003年（平成15年）
  - 4月10日 - ホテル「ラグーナヒル」、レストラン「ラグンブルー」オープン。
  - 4月25日 - タラソテラピー施設「テルムマランラグーナ」と天然温泉「ラグーナの湯」が開業。
- 2006年（平成18年）４月 - 全寮制中高一貫校「海陽中等教育学校」開校。
- 2009年（平成21年）3月19日 - 「ラグーナ　フェステバルマーケット」全面リニューアル。
- 2012年（平成24年）4月20日 - タラソテラピー施設リニューアル、フランス・タルゴ社と提携。「タルゴ ラグーナ」となって開業。
- 2014年（平成26年）
  - 5月26日 - 株式会社エイチ・アイ・エスが株式会社ラグーナテンボス設立（東京・新宿）
  - 8月1日 - 「ラグナシア」、「ラグーナフェスティバルマーケット」、「タラソテラピー」を（株）ラグーナテンボスへ事業譲渡[13][19][20][21][22]。本社を愛知県蒲郡市に移転。
  - 10月 -  リゾート名称を「ラグーナ蒲郡」から「ラグーナテンボス」へと変更。
  - 11月 - 「マリーナ運営事業」と「不動産分譲事業」をトヨタ自動車が設立した（株）ラグナマリーナへ事業譲渡[13]。
- 2015年（平成27年）
  - 7月12日 - ラグナシア園内に「avex360°3Dシアター」オープン。
  - 10月 - 旧海陽多目的広場（ラグナシア東側）廃止。
  - 11月3日 - 旧海陽多目的広場跡地にラグナシア新エリア オープン。
- 2016年（平成28年）
  - 3月19日 - ラグナシア新エリアに「フラワーラグーン」オープン。
  - 4月28日 - 泊まれる住宅展示場「SHARESラグーナ蒲郡」オープン。
  - 4月29日 - ラグナシア新エリア内に「ラグーナテンボスアートシアター」オープン。ハウステンボス歌劇団によるこけら落とし公演。
  - 9月10日 - 新海陽多目的広場 オープン。
  - 11月 - トヨタグループ研修施設「KIZUNA」竣工。
- 2017年（平成29年）8月1日 - ラグナシア新エリア内に「変なホテルラグーナテンボス」オープン。
- 2019年（平成31年）
  - 4月25日 - ラグナマリーナ内に「令和桟橋」竣工。
  - （令和元年）7月13日 - ラグナシア内に新ウォーターパーク「ジュラグーン」オープン。
- 2020年（令和2年）
  - 3月並びに4月中旬～6月 - 新型コロナウイルスの影響で2度の休園。同時にフラワーラグーン閉園。
  - 11月23日 - 歌劇 ザ･レビューHTBラグーナ、アートシアターでの公演を終了。
- 2021年（令和3年） - フラワーラグーンがアスレチック「変な森」としてリニューアルオープンされた[23]。

## CMソング
- ラグーナ蒲郡テーマソング　ラグーナ蒲郡オリジナル「LAGUNA AZUL」（2002年7月22日発売）
- ラグナシアavex360°3DシアターAAAver. CM（2015年）AAA「Flaver of kiss」（2015年6月24日発売）
  - 出演：AAA
- ラグーナテンボス2016夏CM　Da-iCE「パラダイブ」（2016年7月20日発売）
  - 出演：AAA 宇野実彩子 他
- ラグーナテンボス2016冬CM　AAA「Jewel」（2016年10月5日発売）
  - 出演：AAA 宇野実彩子 他
- ラグナシアavex360°3Dシアター欅坂46ver. CM（2017年）欅坂46「不協和音」（2017年4月5日発売）
  - 出演：欅坂46
- ラグーナテンボス2017夏CM　AAA「Beat Together」（2017年7月5日発売）
  - 出演：AAA 宇野実彩子 他
- ラグーナテンボス2017冬CM　AAA宇野実彩子「どうして恋してこんな」（2018年2月14日発売）
  - 出演：AAA 宇野実彩子 他
- ラグーナテンボス2018春CM  オリジナルソング 「ララララグーナ♪」
- ラグナシアavex360°3DシアターSKE48ver. CM（2018年）SKE48「無意識の色」（2018年1月10日発売）
  - 出演：SKE48
- ラグーナテンボス2018夏CM　SKE48「いきなりパンチライン」（2018年7月4日発売）
  - 出演：SKE48
- ラグーナテンボス2018冬CM　SKE48 「無意識の色」（2018年1月10日発売）
  - 出演：SKE48
- ラグ夏 CM （2019年） オリジナルソング「ラグーナ行かなきゃ夏じゃない！！」
- ラグーナテンボス2019夏CM AAA宇野実彩子「Dream Girl」（2019年7月17日発売）
  - 出演：SKE48松井珠理奈 他
- ラグーナテンボス2019冬CM SKE48高柳明音「青春の宝石」（2020年1月15日発売）
  - 出演：SKE48高柳明音 他
- ラグーナテンボス2024冬CM GENIC「FUN! FUN! FUN!」

## アクセス
- JR・名鉄蒲郡駅下車[24]
  - 南口アピタ側から無料送迎バス[24]
  - 南口アピタ側から名鉄バス 三谷・大塚方面に乗車[25](各施設最寄りバス停は下記の三河大塚下車の欄を参照)
- 音羽蒲郡IC、 豊川IC、蒲郡IC[26]
- JR三河大塚駅下車[24]
  - 徒歩
  - 名鉄バス 三谷・蒲郡駅方面に乗車[25]

「ラグナマリーナ」「ラグナシア」「フェスティバルマーケット」は、「ラグーナ蒲郡」バス停下車。
「変なホテル」「ラグーナビーチ」は、「海陽ヨットハーバー」バス停下車。
「タルゴ ラグーナ」「ラグーナの湯」「ラグーナヒル」「ラグーナベイコート倶楽部」「Sharesラグーナ蒲郡」は、「ラグーナヒル」バス停下車。
「ラ･メルカーサ」は、「ラグーナ北」バス停下車。
「海陽中等教育学校」「蒲郡海陽多目的広場」「KIZUNA」には「海陽学園」バス停下車。
一部の便は「ラグーナヒル」「海陽学園」バス停を経由しない。

## 撮影・ロケ
- ゲロッパ!
- 超絶☆絶叫ランド
- おじゃマップ
- 日経スペシャル ガイアの夜明け など

## 旧運営の経営状態
かつて運営母体だった蒲郡海洋開発は開業前に債権放棄を受けた日本初の会社であり、その際に全ての債務をトヨタ自動車が引き受けた。その後も経営不振は続き、減損会計に伴う大幅な債務超過解消のための増資を愛知県や蒲郡市、トヨタなどの民間企業に求め、約140億円の増資が行われている。2004年には本格開業3年目にして単年度で営業黒字となり、06・07年度には2期連続営業黒字となるが経常黒字化には至らず、債務超過は2012年度末で78億円まで増加。その後、後述の運営の譲渡などを経て2015年度に解消している。
2014年8月1日、ラグーナテンボスが蒲郡海洋開発から主要3事業を引き継いで、商圏内の観光資源や交通輸送機関との提携による利便性を向上させ、黒字決算を目指している。同年11月には残りの2事業が蒲郡海洋開発からラグナマリーナに事業譲渡された。なお、譲渡元の蒲郡海洋開発は2015年1月1日に解散し、2015年2月18日、名古屋地方裁判所豊橋支部より特別清算開始決定を受け倒産となった。